# Granarpssjön
Granarpssjön är en sjö i Jönköpings kommun i Småland och ingår i Lagans huvudavrinningsområde. Sjön är 10,4 meter djup, har en yta på 0,504 kvadratkilometer och är belägen 219 meter över havet.

## Delavrinningsområde
Granarpssjön ingår i det delavrinningsområde (638983-140044) som SMHI kallar för Utloppet av Eckern. Avrinningsområdets medelhöjd är 228 meter över havet och ytan är 35,45 kvadratkilometer. Det finns inga delavrinningsområden uppströms utan avrinningsområdet är högsta punkten. Lagan som avvattnar avrinningsområdet har biflödesordning 2, vilket innebär att vattnet flödar genom totalt 2 vattendrag innan det når havet efter 227 kilometer. Delavrinningsområdet består mestadels av skog (67 procent) och sankmarker (12 procent). Avrinningsområdet har 3,11 kvadratkilometer vattenytor vilket ger avrinningsområdet en sjöprocent på 8,8 procent.